# Somi
Somi (Champaign, 1979. június 6. vagy 1981. június 6. –) amerikai születésű (ruandai-ugandai származású) énekes, dalszerző, színész, drámaíró. Grammy-díj-jelölt.

## Pályafutása
Az Illinois állambeli Champaign-ben született. Hároméves volt, családja a zambiai Ndolába költözött, mert apja az Egészségügyi Világszervezetnél (World Health Organization) dolgozott. Az 1980-as évek végén, amikor édesapja az Illinoisi Egyetem (University of Illinois) professzora lett, visszatértek Champaignbe, ahol Somi a Champaign Central High Schoolba járt. Diplomáját antropológia és afrikanisztika szakon szerezte meg az Illinoisi Egyetemen. Emellett mesterfokozatot kapott a New York-i Egyetem Tisch School of the Arts szakán.
2007-ben vette fel az első, Red Soil in My Eyes című albumát. A lemez elismerő kritikákat kapott, az Ingele című sláger több hónapig a Top 10-ben volt az Egyesült Államok világzenei toplistáján.
2009-ben Somi leszerződött a független ObliqSound lemezkiadóhoz. Itteni debütálása 2009. október 27-én jelent meg. Az albumon Hugh Masekela dél-afrikai trombitás, Somi régi mentora is szerepel egy számon.
2011 márciusában megjelent Somi élő koncertalbuma New Yorkban.
2013-ban szerződést kötött a Sony Musickal. Új lemezén Grammy-díjas vendégek is szerepelnek: Angélique Kidjo és Common. A sok kritikai elismerés nyomán Somit az új Nina Simone-nak nevezték.
2017-ben kiadta a Petite Afrique albumot. 2020-ban kiadta a „Holy Room – Live at Alte Oper” című dalát saját kiadójánál. Az élő albumot jelölték a 2021-es Grammy-díjra, és elnyerte a 2021-es NAACP Image Awardot a legjobb dzsesszvokál kategóriában.
Somi első színdarabja, a Dreaming Zenzile egy musical, amely Miriam Makeba életéről szól. 2021 szeptemberében mutatták be a The Repertory Theatre of St. Louisban, mert az eredeti produkciót a Covid-19-világjárvány miatt 2020 márciusában, a bemutató előtt öt nappal leállították.
Somi a TED főmunkatársa.

## Albumok
- Eternal Motive (2003)
- Red Soil in My Eyes (2007)
- If the Rain Comes First (2009)
- Somi: Live at Jazz Standard (2011)
- The Lagos Music Salon (2014)
- Petite Afrique (2017)
- Holy Room – Live at Alte Oper (2020)
- Zenzile: The Reimagination of Miriam Makeba (2022)

## Díjak
- 2014: The Lagos Music Salon – Favorite Jazz Albums
- 2021: NAACP Image Award
- 2021: Grammy Award for Best Jazz Vocal Album (jelölés)

## Fordítás
Ez a szócikk részben vagy egészben  a   Somi (African singer) című angol Wikipédia-szócikk ezen változatának fordításán alapul.  Az eredeti cikk szerkesztőit annak laptörténete sorolja fel. Ez a jelzés csupán a megfogalmazás eredetét és a szerzői jogokat jelzi, nem szolgál a cikkben szereplő információk forrásmegjelöléseként.